# Parc national de Taka Bonerate

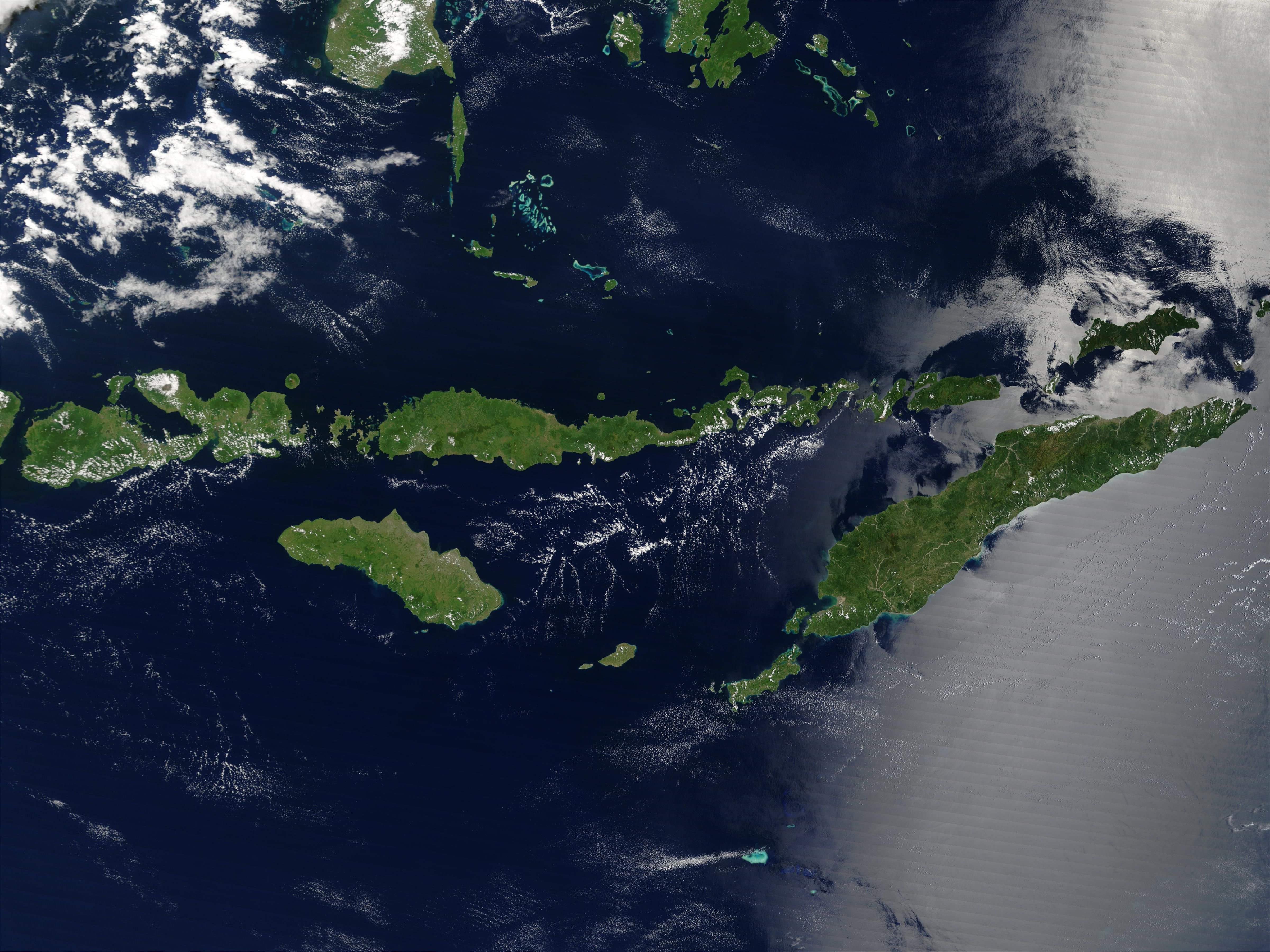
Les taches turquoise dans la partie supérieure de cette photo satellite sont les îles Taka Bonerate et Tukangbesi.

Le parc national de Taka Bonerate (« coraux empilés sur le sable » en bugis) est un parc national situé dans le nord-ouest de la mer de Flores. D'une superficie de 5 308 km², il contient 15 îles et le 3e plus grand atoll du monde, après Kwajalein dans les îles Marshall et Suvadiva dans les Maldives. La superficie totale de l'atoll est d'environ 2 200 km², les récifs de coraux couvrant quelque 500 km².
Administrativement, le parc fait partie du kabupaten des Îles Selayar.
En 2015, le parc est reconnu réserve de biosphère par l'Unesco.

## Tourisme
Taka Bonerate est une destination pour la plongée sous-marine.